# Amphipoea grisea-albomaculata
Amphipoea grisea-albomaculata là một loài bướm đêm trong họ Noctuidae.